# Барон Инглвуд

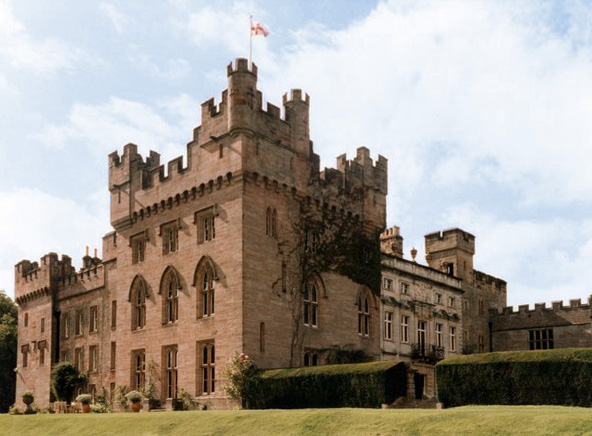
Хаттон в Лесу, резиденция баронов Инглвуд

Барон Инглвуд (англ. Baron Inglewood) из Хаттона в Лесу в графстве Камберленд — наследственный титул в системе Пэрства Соединённого королевства. Он был создан 30 июня 1964 года для консервативного политика Уильяма Флетчера-Вейна (1909—1989). Он был сыном подполковника достопочтенного Уильяма Лайонела Вейна (1859—1920), младшего брата Генри Вейна, 9-го барона Барнарда (1854—1918), который в 1891 году унаследовал баронский титул после смерти своего дальнего родственника, Гарри Поулетта, 4-го герцога Кливленда и 8-го барона Барнарда (1803—1891). Уильям Лайонелл Вейн и его брат, 9-й барон Барнард, были потомками достопочтенного Моргана Вейна, младшего сына Гилберта Вейна, 2-го барона Барнарда, чей старший сын, Генри Барнард, 3-й барон Барнард (1705—1758), получил в 1754 году титул графа Дарлингтона (от него произошли герцоги Кливленд).
По состоянию на 2024 год носителем титула являлся старший сын лорда Инглвуда, Ричард Флетчер-Вейн, 2-й барон Инглвуд (род. 1951), который сменил своего отца в 1989 году. 2-й лорд Инглвуд — консервативный политик, который стал одним из девяноста избранных наследственных пэров, которые остались в Палате лордов после принятия Акта Палаты лордов 1999 года. Титул барона Инглвуда был одним из последних наследственных баронств, созданных в системе Пэрства Соединённого королевства.
Семейная резиденция — Хаттон в Лесу в окрестностях Пенрита в графстве Камбрия. Названия семейного гнезда происходит от древнего королевского леса в Инглвуде.

## Бароны Инглвуд (1964)
- 1964—1989: Уильям Флетчер-Вейн, 1-й барон Инглвуд (1909—1989), единственный сын подполковника достопочтенного Уильяма Лайонела Вейна (1859—1920), внук сэра Генри Моргана Вейна (1808—1886). Депутат Палаты общин от Уэстморленда (1945—1964), парламентский секретарь министерства пенсий (1958—1960), парламентский секретарь министерства сельского хозяйства, рыболовства и продовольствия (1960—1962);
- 1989 — настоящее время: Ричард Флетчер-Вейн, 2-й барон Инглвуд (род. 1951), старший сын предыдущего. Лорд-в-ожидании (1994—1995), капитан йоменской гвардии (1995);
  - Наследник титула: достопочтенный Генри Уильям Фредерик Флетчер-Вейн (род. 24 декабря 1990), единственный сын предыдущего.